# Jean Schneider (astronome)
Pour les articles homonymes, voir Jean Schneider et Schneider.
Jean Schneider, né le 7 mai 1941, est un astrophysicien français travaillant à l'Observatoire de Paris et connu pour son travail théorique et observationnel sur les exoplanètes. Théoricien et co-découvreur de plusieurs d'entre elles, il est également à l'origine de L'Encyclopédie des planètes extrasolaires.

## Parcours scientifique
De 1966 à 1971, il est chercheur en physique des hautes énergies au CNRS et au CERN puis en astrophysique relativiste où il s'intéresse notamment à la cosmologie et aux pulsars. Depuis 1988, il travaille en épistémologie — sur les questions de philosophie du temps et du langage et des fondements de la physique quantique — et en exobiologie.
À la fin des années 1980, alors chercheur au Laboratoire Univers et Théories (Luth, Paris), il se spécialise dans l'étude des exoplanètes à une époque où « en l'absence d'indices tangibles, la plupart des astronomes avaient fini par en conclure qu'elles n'existaient tout simplement pas ». Il est le premier — en même temps que l'astrophysicien américain William Borucki — à proposer une méthode de détection des exoplanètes. En effet, n'émettant pas de lumière, elles reflètent au mieux celle de leur étoile tout en étant situées à plusieurs années-lumière de la Terre. Dès lors, si les télescopes sont assez puissant et précis, les scientifiques ne disposent pas de la méthode théorique pour détecter la présence d'exoplanètes. C'est ainsi que Jean Schneider propose, en 1988, d'appliquer la méthode des transits :
« J'ai supposé qu'une planète passant devant son étoile provoquerait une variation lumineuse de cet astre. Celle-ci se répéterait de façon périodique, à chaque passage de la planète sur son orbite. Aussi, en restant braqué sur une portion du cosmos, disons un champ comprenant un millier d'étoiles, on allait pouvoir repérer ces variations et donc d'éventuelles exoplanètes. »
En 1995, la première exoplanète, 51 Pegasi b, est ainsi découverte par un astronome suisse, Michel Mayor et son étudiant Didier Queloz. Jean Schneider est aussi le premier à penser utiliser le satellite français CoRoT pour détecter des exoplanètes, ce qui a permis d'en détecter une trentaine,. 
Il applique depuis 1999 ses théories aux exolunes — les lunes gravitant autour des exoplanètes — et à leur détection, celles-ci pouvant s'avérer tout autant, voire plus habitables que les exoplanètes,.
Il a enfin mis au point des techniques de détection des anneaux autour des planètes ou d'analyse des atmosphères des corps célestes.
On lui doit également, en 1995, la création de L'Encyclopédie des planètes extrasolaires qui recense la totalité des exoplanètes identifiées, en fonction des critères d'habitabilité. Référence internationale, cette base de données permet aux chercheurs de vérifier certaines de leurs théories,.

## Publications
- (en) Deleuil, M., et al., « Transiting exoplanets from the CoRoT space mission: XX. CoRoT-20b: A very high density, high eccentricity transiting giant planet », Astronomy & Astrophysics, vol. 538,‎ février 2012, A145 (9 pages) (DOI 10.1051/0004-6361/201117681, Bibcode 2012A&A...538A.145D, lire en ligne).
- (en) Malcolm Fridlund et al., « Transiting exoplanets from the CoRoT space mission IX. CoRoT-6b: a transiting "hot Jupiter" planet in an 8.9d orbit around a low-metallicity star », Astronomy & Astrophysics, no 512,‎ 2010, A14 (DOI 10.1051/0004-6361/200913767, lire en ligne).
- Didier Queloz et al., « The CoRoT-7 planetary system: two orbiting super-Earths », Astronomy & Astrophysics, vol. 506, no 1,‎ octobre 2009, p. 303-319 (DOI 10.1051/0004-6361/200913096, Bibcode 2009A&A...506..303Q, lire en ligne).
- (en) Jean Schneider et al., « Defining and cataloging exoplanets: The exoplanet.eu database », Astronomy & Astrophysics, vol. 532, no 79,‎ 2011, A79 (DOI 10.1051/0004-6361/201116713, Bibcode 2011A&A...532A..79S, arXiv 1106.0586)Les co-auteurs de Jean Schneider à cet article sont Cyrill Dedieu, Pierre Le Sidaner, Renaud Savalle et Ivan Zolotukhin..